# قاي براون (سياسي)
قاي براون هو سياسي كندي، ولد في 24 أغسطس 1936 في Springhill, Nova Scotia ‏ في كندا، وتوفي في 5 أبريل 2009 في مونكتون في كندا. نشط حزبياً في الحزب الليبرالي في نوفا سكوشا ‏. وقد انتخب عضو مجلس نواب نوفا سكوشا.